# Militärflugplatz Leźnica Wielka

i7
i11
i13
Der Flugplatz Leźnica Wielka, alternativ Flugplatz Łęczyca (ICAO-Code: EPLY), ist ein Militärflugplatz in Polen. Der Flugplatz liegt nordöstlich von Leźnica Wielka ganz im Norden des Gebiets der Stadt- und Landgemeinde Parzęczew. Die Stadt Łęczyca liegt zirka acht Kilometer nordöstlich des Areals. Heute nutzen ihn die polnischen Heeresflieger als Hubschrauberstützpunkt der 1.Dywizjon Lotniczy (1. Luftdivision), einem Regiment der 25 Brygada Kawalerii Powietrznej (25 Luftbewegliche-Kavallerie Brigade).

## Geschichte
Die Ursprünge des Flugplatzes reichen mutmaßlich ins Jahr 1944 in die Zeit des Zweiten Weltkriegs zurück. Auf Grund des Vormarsches der Roten Armee wurde er im Sommer jenes Jahres von der deutschen Luftwaffe mit einer Betonpiste errichtet. Die Nutzung durch Einsatzstaffeln der Luftwaffe ist nicht belegt.
Nach der Befreiung der Gegend von den deutschen Besatzungstruppen übernahmen ihn die polnischen Luftstreitkräfte, die hier 1945/46 zunächst Jagdflieger- und 1946/47 Bombereinheiten stationierten.
Zu Beginn des Kalten Kriegs wurde die Basis ausgebaut und 1952 wurde hier das 13. Jagdfliegerregiment; 13 Pułk Lotnictwa Myśliwskiego (13 PLM), stationiert. Dies nutzte in den darauffolgenden beiden Jahrzehnten verschiedene Flugzeugtypen, zunächst für kurze Zeit die Jak-23 und bereits ab 1953 die MiG-15.
Während des Polnischen Oktobers 1956 errichtete die Nordgruppe der sowjetischen Streitkräfte hier einen Kommandoposten unter dem Kommando von Marschall Konew.
Ab Ende der 1960er Jahre setzte die Polnische Volksarmee vermehrt auf Hubschrauber und Łęczyca wurde zu einer Helikopterbasis bestimmt. Das 13 PLM, das seinerzeit mit MiG-21 ausgerüstet war, wurde infolgedessen Ende 1971 außer Dienst gestellt. Die Einrichtung wurde anschließend an die in den 1960er Jahren entstandene Heeresfliegertruppe übergeben und wurde zunächst Stützpunkt von Schulungshubschraubern des Herstellers Mil.
Später, 1978, trafen hier die ersten polnischen Mi-24D ein, die jedoch im folgenden Jahr nach Inowrocław verlegt wurden. In der Spätphase des Kalten Kriegs war Leźnica Wielka ab 1986 Heimatbasis des 37. Transporthubschrauberregiments, 37.Pułk Śmigłowców Transportowych (37 PST), das mit verschiedenen Versionen der Mi-8 ausgerüstet war.
Nach dem Ende des Kalten Kriegs wurde das 37 PST 1994 in 1. Regiment „Marschall Josef Piłsudskiego der Region Łęczyca“,1.Pułk „Szwolezerow Ziemi Leczyckiej im marszalka Josefa Pilsudskiego“ (1 PSZL) umbenannt, was im Zusammenhang mit der Aufstellung der 25. Luftkavalleriedivision,  25.Dywizja Kawalerii Powietrznej (25 DKP) zusammenhing. Die 1 PSZL wurde im Jahr 2000 erneut umbenannt, in 37. Luftdivision, 37 Dywizjon Lotnicze (37 DL) und 2013 erhielt sie dann ihre heutige Bezeichnung.
Ein knappes Vierteljahrhundert nach Polens Aufnahme in die NATO trafen 2023 die ersten Hubschrauber westlicher Produktion auf der Basis ein. Hierbei handelte es sich um Leonardo AW149.

## Heutige Nutzung
Der Flugplatz ist Standort der 1. Luftdivision „Łęczyca-Land“, 1. Dywizjonu Lotniczego „Ziemi Łęczyckiej“ (1 DL). Das Regiment betreibt zwei fliegenden Staffeln, die 1. und 2. Hubschrauberstaffel. Beide sind mit verschiedenen Versionen der Mi-8/Mi-17 ausgerüstet.
Hinzu kommt ein Detachment Rettungshubschrauber Mi-17AE.